# Selber Haus
Das Selber Haus ist eine Alpenvereinshütte der Sektion Selb des Deutschen Alpenvereins für Selbstversorger. Sie liegt in Arzl im Pitztal, im österreichischen Bundesland Tirol.

## Lage und Umgebung
Das Selber Haus liegt zentral wenige Kilometer südlich des Inntales bei Imst. Es ist ganzjährig geöffnet und mit Auto, Bahn und Linienbus gut erreichbar. 
In der Umgebung des Selber Hauses gibt es zahlreiche Möglichkeiten zum Wandern, Klettern, Bergsteigen, Radfahren und Skifahren.
Im Winter ist das Skigebiet Hochzeiger in wenigen Minuten erreichbar, die Skibushaltestelle liegt nur wenige Meter vom Haus entfernt. Die Skiarenen des Pitztaler Gletschers, im Paznaun, Oberinn- und Ötztal sind in einer Autostunde erreichbar.
Im Sommer ist das Selber Haus Talstützpunkt für nahegelegene Wanderungen, Hochtouren und Klettersteige. Ein Einstieg zu einem Klettersteig liegt nur wenige Gehminuten vom Haus entfernt.

## Geschichte
Nachdem Bemühungen gescheitert waren, eine bewirtschaftete Hütte im Gebirge zu übernehmen, entschied sich der Sektionsvorstand im Jahr 1969, ein Selbstversorgerhaus im Arzler Ortsteil Wald zu übernehmen. Nachdem der Besitzer dieses Haus nach dem Jahr 2000 selbst nutzen wollte, verwandelte die Sektion im Hauptort Arzl nach grundlegender Renovierung ein altes Bauernhaus in das neue Selber Haus.

## Beherbergung
Im Haus sind zwei Vierbettzimmer, zwei Dreibettzimmer und ein Doppelzimmer sowie ein größeres Zimmer für sechs Personen vorhanden. Ein Aufenthaltsraum, drei Küchen sowie sanitäre Räume vervollständigen das Haus.
Außerdem steht für Sektionsmitglieder ein separates Lager, das maximal drei Nächte genutzt werden kann, zur Verfügung.

## Touren

### Übergänge zu anderen Hütten
- Hochzeigerhaus (1876 m), 3 Stunden
- Erlanger Hütte (2541 m) über Forchheimer Höhenweg, 5–6 Stunden oder durch das Riegeltal, 3,5 Stunden
- Ludwigsburger Hütte (1935 m), 4 Stunden

### Gipfelbesteigung
- Wildgrat (2974 m), 6 Stunden
- Hochzeiger (2582 m), 5 Stunden
- Venet (2512 m), 5–6 Stunden